# Baumgarten (Burgenland)
Baumgarten (ungarisch Sopronkertes, Kertes; kroatisch Pajngrt) ist eine Gemeinde mit 922 Einwohnern (Stand 1. Jänner 2025) im Burgenland im Bezirk Mattersburg in Österreich.
Ungefähr die Hälfte der Einwohner des Ortes sind Angehörige der burgenlandkroatischen Minderheit.

## Geografie
Baumgarten/Pajngrt ist die einzige Ortschaft in der Gemeinde. Die Gemeinde grenzt an Ungarn. So befindet sich in Baumgarten auch der Grenzbahnhof der Bahnstrecke Győr–Sopron–Ebenfurth.

### Nachbargemeinden
| Draßburg |                                             | Zagersdorf (EU) |
|          | Kompassrose, die auf Nachbargemeinden zeigt |                 |
|          | Schattendorf                                | Ungarn          |

## Geschichte

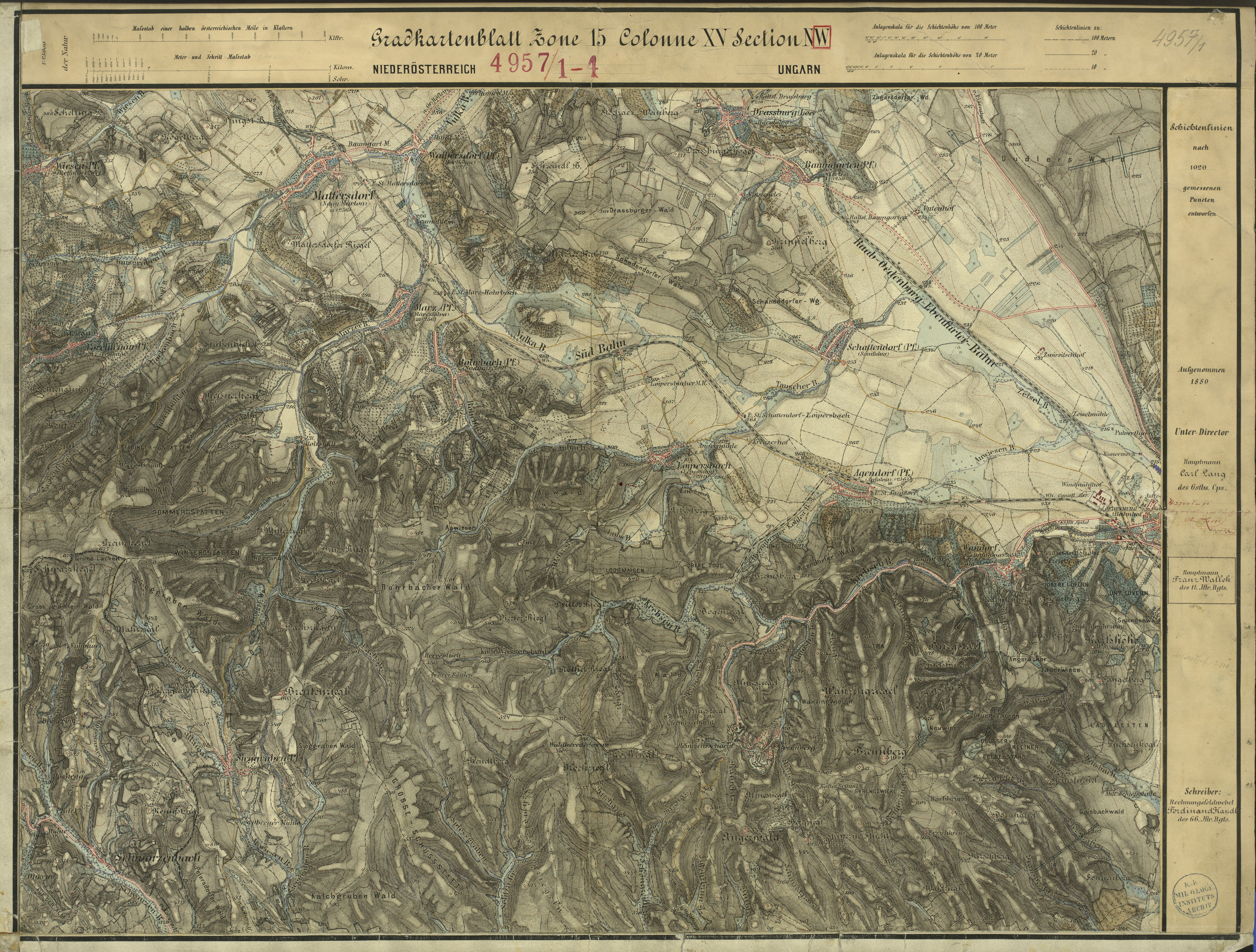
Baumgarten (oben rechts), um 1880 (Aufnahmeblatt der Landesaufnahme)

Vor Christi Geburt war das Gebiet Teil des keltischen Königreiches Noricum und gehörte zur Umgebung der keltischen Höhensiedlung Burg auf dem Schwarzenbacher Burgberg.
Später unter den Römern lag das heutige Baumgarten dann in der Provinz Pannonia.
Der Ort gehörte wie das gesamte Burgenland bis 1920/21 zu Ungarn (Deutsch-Westungarn). Seit 1898 musste aufgrund der Magyarisierungspolitik der Regierung in Budapest der ungarische Ortsname Sopronkertes verwendet werden.
Nach dem Ersten Weltkrieg wurde 1919, nach zähen Verhandlungen, Deutsch-Westungarn in den Verträgen von St. Germain und Trianon Österreich zugesprochen.
Der Ort gehört seit 1921 zum neu gegründeten Bundesland Burgenland (siehe auch Geschichte des Burgenlandes).
Anfang August 2014 wurde der Windpark Baumgarten der Energie Burgenland mit Kosten von 23 Mio. Euro eröffnet. Damit stehen nun 200 Windkraftturbinen im Burgenland. Eines der fünf knapp 150 m hohen Windräder wurde mit Bürgerbeteiligung (Miteigentümerschaft) finanziert, weitere sind in der Nähe von einem anderen Betreiber geplant und bewilligt.

## Wirtschaft und Infrastruktur

### Wirtschaftssektoren
In den Jahren 1999 bis 2010 nahm die Anzahl der landwirtschaftlichen Betriebe von zwanzig auf dreizehn ab. Vor allem die Anzahl der Nebenerwerbsbetriebe verringerte sich von neun auf drei. Im Dienstleistungssektor gab es starke Zuwächse in den Bereichen freiberufliche Tätigkeiten und soziale Dienste.
| Wirtschaftssektor            | Anzahl Betriebe | Anzahl Betriebe | Erwerbstätige 2) | Erwerbstätige 2) |
| Wirtschaftssektor            | 2011            | 2001            | 2011             | 2001             |
| ---------------------------- | --------------- | --------------- | ---------------- | ---------------- |
| Land- und Forstwirtschaft 1) | 13              | 20              | 8                | 10               |
| Produktion                   | 7               | 8               | 62               | 62               |
| Dienstleistung               | 32              | 12              | 86               | 38               |

1) Betriebe mit Fläche in den Jahren 2010 und 1999, 2) Erwerbstätige am Arbeitsort
| Baumgarten ist eine Pendlergemeinde. Von den 390 Erwerbstätigen, die im Jahr 2011 in der Gemeinde wohnten, fanden 50 hier einen Arbeitsplatz und 340 pendelten aus. Aus anderen Gemeinden pendelten 106 Personen nach Baumgarten. In der Gemeinde gibt es einen Kindergarten und eine Volksschule. Die nächste Neue Mittelschule befindet sich in Schattendorf. - Straße: Baumgarten ist rund zehn Kilometer von der Burgenland Schnellstraße S31 entfernt. - Eisenbahn: Der Ort liegt an der Raaber Bahn mit Direktverbindungen nach Wien. | Die zur Anzeige dieser Grafik verwendete Erweiterung wurde dauerhaft deaktiviert. Wir arbeiten aktuell daran, diese und weitere betroffene Grafiken auf ein neues Format umzustellen. (Mehr dazu) |

## Kultur und Sehenswürdigkeiten
- Katholische Pfarrkirche Baumgarten im Burgenland mit Friedhofsmauer als Wehrmauer
- Ödes Kloster[2] (auch: Paulinerkloster)
- Bildstock hl. Florian: auf dem Florianiplatz
- Hügelgrab Krippelberg
- Wegkapelle zu Ehren der Kreuzauffindung: Ödenburgerstraße
- Figurenbildstock hl. Johannes Nepomuk
- Mariensäule
- Figurenbildstock, Familiensäule

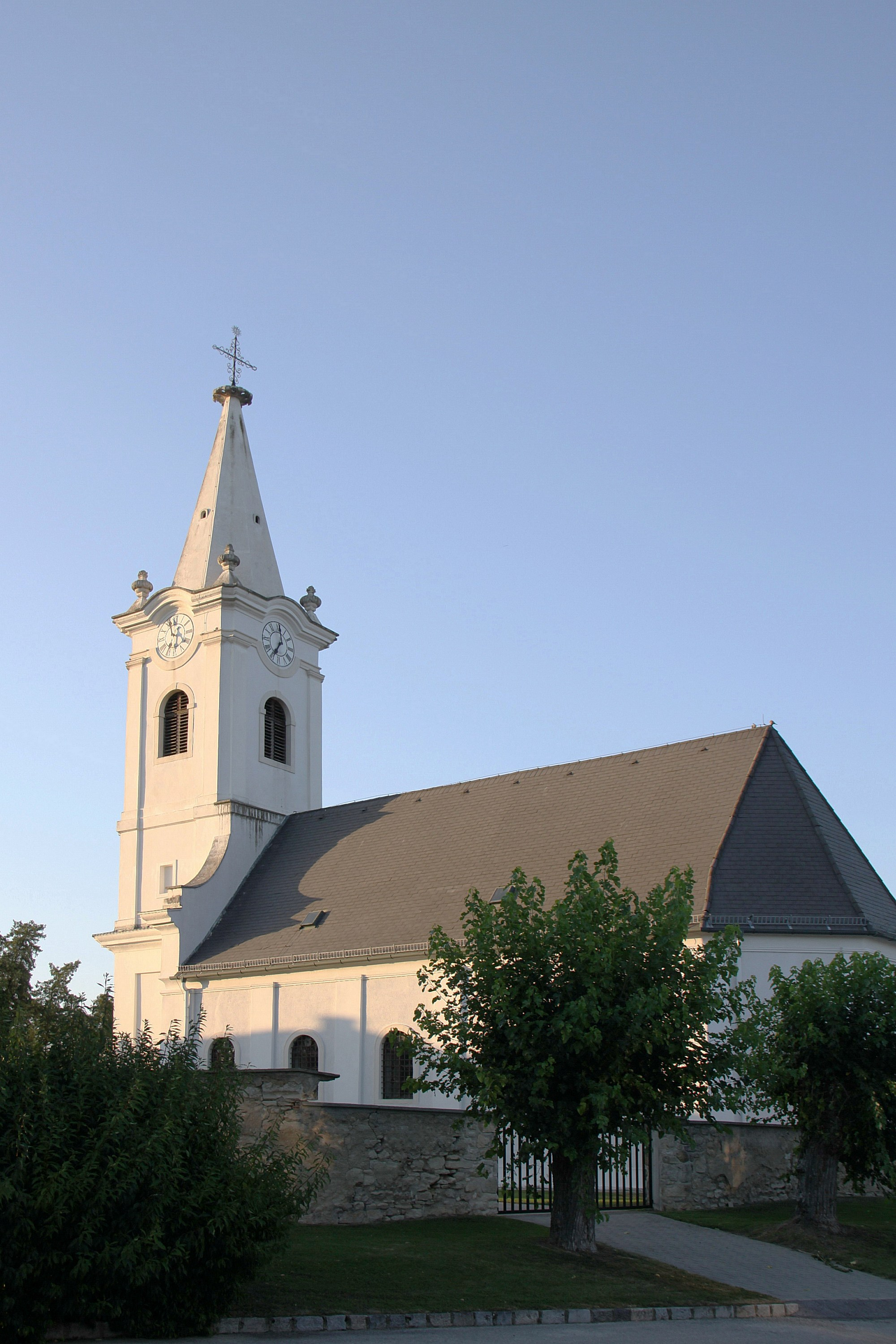
Pfarrkirche Baumgarten im Burgenland
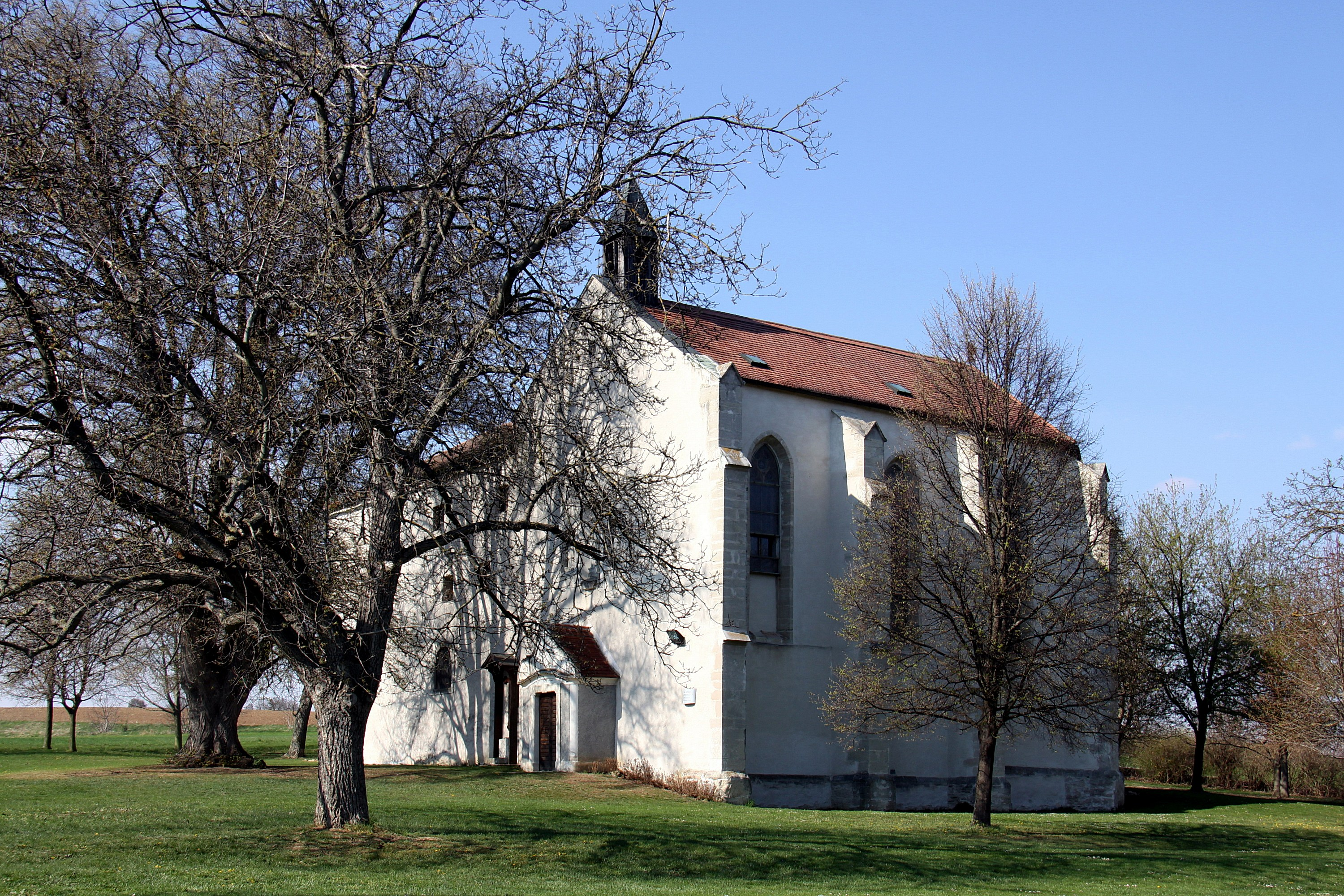
Ödes Kloster Baumgarten
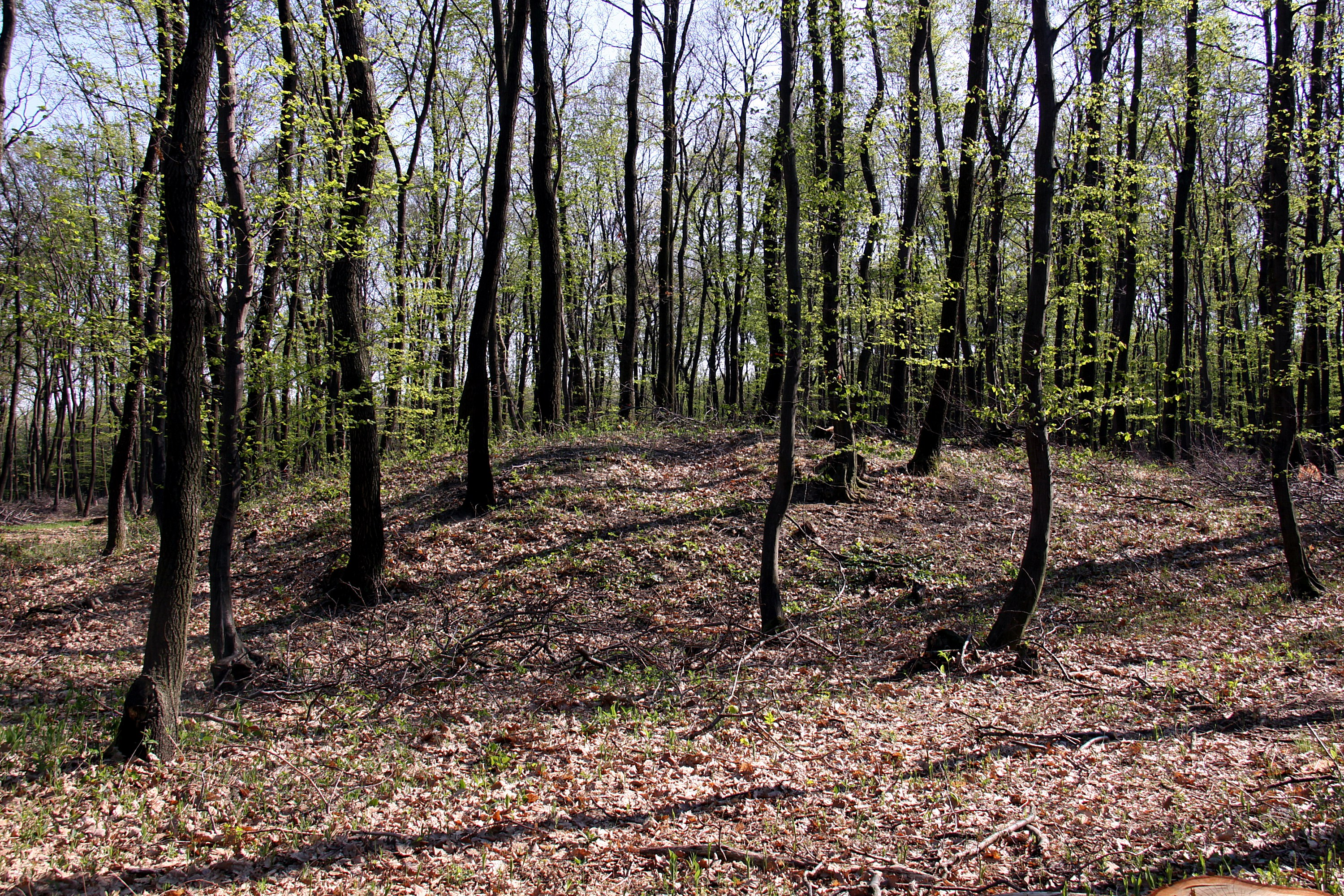
Hügelgrab am Krippelberg aus dem 7. Jahrhundert vor Christi Geburt

## Politik

### Gemeinderat
Der Gemeinderat umfasst aufgrund der Einwohnerzahl insgesamt 15 Mitglieder.
| Partei          | 2022             | 2022             | 2022             | 2017             | 2017             | 2017             | 2012             | 2012             | 2012             | 2007             | 2007             | 2007             | 2002    | 2002    | 2002    | 1997             | 1997             | 1997             |
| Partei          | Sti.             | %                | M.               | Sti.             | %                | M.               | Sti.             | %                | M.               | Sti.             | %                | M.               | Sti.    | %       | M.      | Sti.             | %                | M.               |
| --------------- | ---------------- | ---------------- | ---------------- | ---------------- | ---------------- | ---------------- | ---------------- | ---------------- | ---------------- | ---------------- | ---------------- | ---------------- | ------- | ------- | ------- | ---------------- | ---------------- | ---------------- |
| SPÖ             | 464              | 77,85            | 12               | 427              | 72,87            | 11               | 402              | 68,02            | 10               | 426              | 68,49            | 10               | 415     | 66,40   | 11      | 382              | 68,34            | 9                |
| ÖVP             | 132              | 22,15            | 3                | 159              | 27,13            | 4                | 189              | 31,98            | 5                | 196              | 31,51            | 5                | 179     | 28,64   | 4       | 177              | 31,66            | 4                |
| Grüne           | nicht kandidiert | nicht kandidiert | nicht kandidiert | nicht kandidiert | nicht kandidiert | nicht kandidiert | nicht kandidiert | nicht kandidiert | nicht kandidiert | nicht kandidiert | nicht kandidiert | nicht kandidiert | 31      | 4,96    | 0       | nicht kandidiert | nicht kandidiert | nicht kandidiert |
| Wahlberechtigte | 830              | 830              | 830              | 812              | 812              | 812              | 794              | 794              | 794              | 772              | 772              | 772              | 773     | 773     | 773     | 740              | 740              | 740              |
| Wahlbeteiligung | 75,90 %          | 75,90 %          | 75,90 %          | 79,19 %          | 79,19 %          | 79,19 %          | 81,99 %          | 81,99 %          | 81,99 %          | 84,84 %          | 84,84 %          | 84,84 %          | 86,55 % | 86,55 % | 86,55 % | 86,49 %          | 86,49 %          | 86,49 %          |

### Gemeindevorstand
Neben Bürgermeister Kurt Fischer (SPÖ) und Vizebürgermeister Friedrich Maron (SPÖ) gehören weiters Manuela Gombotz (SPÖ), Doris Rojatz (SPÖ) und Kurt Rothleitner (ÖVP) dem Gemeindevorstand an.

### Bürgermeister

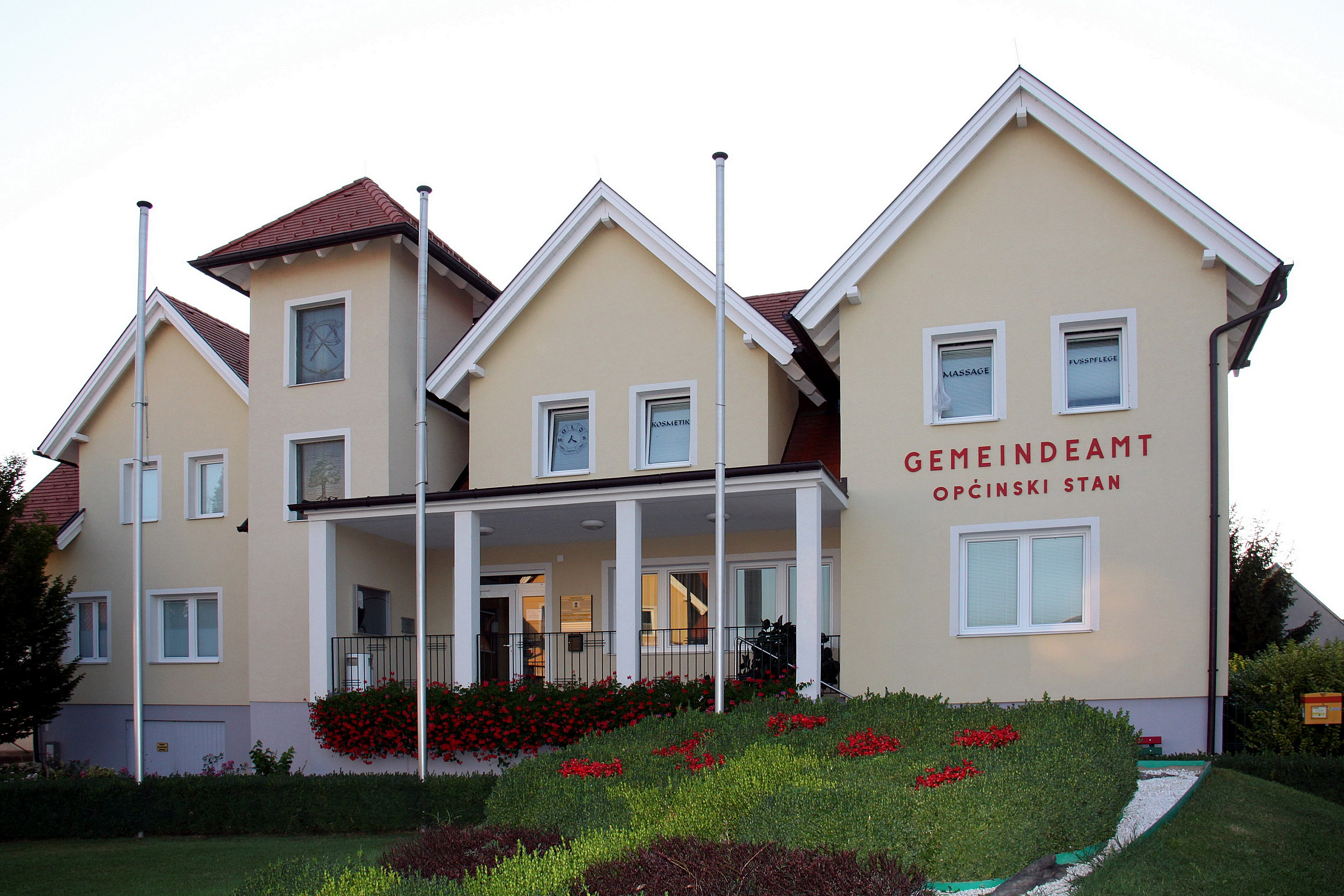
Gemeindeamt Baumgarten

Bürgermeister ist Kurt Fischer (SPÖ), der 2002 die Nachfolge von Stefan Pichler (SPÖ) angetreten hat. Bei der Bürgermeisterdirektwahl 2017 konnte Fischer noch 6,72 Prozentpunkte dazu gewinnen und wurde mit 79,13 % der Stimmen in seinem Amt bestätigt. Sein Mitbewerber Kurt Rothleitner (ÖVP) erreichte 20,87 %. Als Vizebürgermeister wurde Friedrich Maron (SPÖ) in der konstituierenden Sitzung des Gemeinderats gewählt.
Amtsleiter ist Stefan Hausmann.

### Chronik der Dorfrichter und Bürgermeister
| von  | bis  | Dorfrichter                  |
| ---- | ---- | ---------------------------- |
| 1641 |      | Johann Pavičich              |
| 1651 | 1657 | Matthias Spanich             |
| 1715 |      | Johann Pichler               |
| 1738 | 1759 | Veit Pichler                 |
| 1759 | 1762 | Veit Vuketich                |
| 1762 | 1765 | Lorenz Ivancsich             |
| 1765 | 1776 | Andreas Ferzsin              |
| 1776 | 1778 | Andreas Klikovich            |
| 1776 | 1795 | Veit Wimmer                  |
| 1795 | 1797 | Thomas Pichler               |
| 1797 | 1799 | Matthias Marhold             |
| 1799 | 1803 | Martin Kriegler (Periode I)  |
| 1803 | 1808 | Josef Reiff (Periode I)      |
| 1808 | 1811 | Andreas Dorner I.            |
| 1811 | 1814 | Martin Kriegler (Periode II) |
| 1814 | 1817 | Josef Reiff (Periode II)     |
| 1817 | 1820 | Andreas Mikats               |
| 1820 | 1823 | Andreas Klikovich            |
| 1823 | 1834 | Karl Weigl                   |
| 1834 | 1846 | Paul Hombauer                |
| 1846 | 1848 | Johann Mikats                |
| 1848 | 1849 | Jakob Dubrovich              |

| von  | bis  | Dorfrichter                       |
| ---- | ---- | --------------------------------- |
| 1849 | 1851 | Karl Holzinger                    |
| 1851 | 1853 | Lorenz Reiff (Periode I)          |
| 1853 | 1855 | Anton Francsich                   |
| 1855 | 1857 | Stefan Reiff (Periode I)          |
| 1857 | 1859 | Andreas Dorner II.                |
| 1859 | 1861 | Andreas Jurasovich                |
| 1861 | 1866 | Johann Ivancsich I.               |
| 1867 |      | Johann Leeb                       |
| 1868 |      | Lorenz Reiff (Periode II)         |
| 1869 | 1872 | Jakob Dubrovich II. (Periode I)   |
| 1872 | 1875 | Paul Fischer                      |
| 1875 | 1878 | Franz Mikats I.                   |
| 1878 | 1879 | Jakob Ivancsich Jurak             |
| 1879 | 1881 | Jakob Dubrovich II. (Periode II)  |
| 1881 | 1885 | Stefan Reiff (Periode II)         |
| 1885 | 1888 | Simon Francsich                   |
| 1888 | 1889 | Jakob Dubrovich II. (Periode III) |
| 1889 | 1891 | Johann Ivancsich Jurak II.        |
| 1891 | 1893 | Johann Mikats Katin II.           |
| 1893 | 1895 | Jakob Pichler                     |
| 1895 | 1897 | Johann Ivancsich III.             |
| 1897 | 1900 | Franz Mikats II.                  |

| von       | bis       | Bürgermeister                 |
| --------- | --------- | ----------------------------- |
| 1903      | 1906      | Michael Fischer               |
| 1906      | 1909      | Stefan Reiterich (Periode II) |
| 1909      | 1918      | Matthäus Reiff Mrazov         |
| 1918      | 1920      | Franz Leeb                    |
| 1920      | 1924      | Peter Dubrovich Haukov        |
| 1924      |           | Johann Selinger               |
| 1924      | 1927      | Veit Bobich                   |
| 1927      | 1931      | Martin Fischer                |
| 1931      | 1934      | Thomas Presich (Periode I)    |
| 1934      | 1938      | Stefan Pichler                |
| 1938      | 1940      | Johann Fischer Burić          |
| 1940      | 1941      | Adalbert Reiff Mrazov         |
| 1941      | 1945      | Josef Makovich                |
| 1945      |           | Thomas Presich (Periode II)   |
| 1945      | 1947      | Johann Rojacz                 |
| 1947      | 1950      | Thomas Bobich                 |
| 1950      | 1958      | Thomas Presich (Periode III)  |
| 1959      | 1962      | Ludwig Ivancsich              |
| 1962      | 1970      | Alexander Hausmann            |
| 1991      | 2002      | Stefan Pichler                |
| seit 2002 | seit 2002 | Kurt Fischer                  |

### Wappen
|  | Das Wappen wird wie folgt beschrieben: „Im silbernen Schild auf grünem Schildfuß ein grüner Apfelbaum mit sieben rot-goldenen Früchten, davor ein roter Zaun.“ Das Wappen der Gemeinde Baumgarten ist ein sprechendes Wappen, es zeigt einen „Baum im Garten“, also „Baumgarten“. Es basiert auf den Gemeindesiegeln, die seit 1774 benutzt worden sind. Die Farbe der Äpfel ist rot-gelb, die Landesfarben des Burgenlandes. Die Gemeindefarben sind rot-grün. |

## Persönlichkeiten
- Anton Berger (1928–1986), österreichischer Politiker, Präsident des Bundesrates
- Andreas Ivanschitz (* 1983), österreichischer Fußballspieler, ehem. Kapitän der österreichischen Fußballnationalmannschaft, jüngerer Bruder von Clemens, aufgewachsen in Baumgarten
- Clemens Ivanschitz (* 1980), österreichischer Fußballspieler und Musiker, älterer Bruder von Andreas, aufgewachsen in Baumgarten
- Lukas Rotpuller (* 1991), Profifußballer
- Andreas Vukovich (1871–1957), österreichischer Genossenschafter und Politiker
- Michael Steinwender (* 2000), Profifußballer